# Kal
Kal [izg. kau] (ponekod tudi lokev ali lokva, v Istri puč) je plitva kotanja na kraških tleh, kjer se zbira deževnica. Voda ne pronica v podzemlje, ker ima kal dno prekrito z neprepustno plastjo gline ali ilovice. 
Naravni kal nastane, ko se na dnu vrtače zbere plast gline, to je usedlin, ki so nastale s kraškim preperevanjem. Ker je ta plast neprepustna, se deževnica na njej ustavi in ustvarja naravni zbiralnik pitne vode. Pri nekaterih kalih povečajo količino vode drobna podzemska pretakanja, ki med kamninami prodirajo do te neprepustne plasti, katera ne dovoli, da bi se razpršili v podtalnico. Razumljivo je torej, da nekateri kali niso celo leto napolnjeni z vodo, saj je količina vode odvisna predvsem od  padavin, pa tudi od prisotnosti kakšnega podzemnega vodnega vira.
V preteklih časih so bili kali zelo pomembni tudi za človeško prehrano. Pozneje so si ljudje raje kopali vodnjake, ki niso bili toliko izpostavljeni izhlapevanju in ki so nudili čistejšo vodo. Kale so pustili večinoma za napajanje živine, kar pa seveda ni zmanjšalo važnosti teh naravnih zbiralnikov. Kmetje so skrbeli za čistočo in vzdrževanje kalov ter prodov, kot so imenovali dostope do vode. Ob suši so jih celo stražili, posebno ponoči. 
Prav zaradi njih koristnosti so s časom nastali tudi umetni kali. Kmetje so enostavno prekrili dno in spodnje pobočje kake plitve vrtače z dobro nagneteno ilovico in – čakali na dež. Na ta način so lahko vnaprej tlakovali tudi prod z debelo plastjo ilovice ali celo s skrlami, da je bil dostop do vode lažji. Sčasoma ni bilo več mogoče razlikovati umetnega kala od naravnega.
V zadnjih desetletjih je pomen kalov malone izginil, saj se živina več ne napaja na naravnih zbirališčih vode, kot se tudi več ne hrani na pašnikih. Zaradi splošnega povišanja temperature in zaradi pomanjkanja oskrbe, ker se v njih več ne napaja živina, ki bi stalno teptala ilovnato dno, ta začne prepuščati vodo, kali se zapolnijo z zemljo in se zaraščajo.
Na žalost so ljudje mnoge kale uporabili za odlagališče odpadkov, s čimer je bila prvotna kraška vrtača uničena. Na krajih pa, ki so bili zapolnjeni s pretežno organskimi odpadki, se je razvila posebna flora, ki jo strokovnjaki preučujejo kot samostojno podkategorijo kraškega rastlinstva. 
Tudi s stališča živali so kali pomembni in sicer kot življenjski prostor živali, vezanih na vodo, od drobnih praživali, pijavk, polžev, drobnih rakcev, vodnih drsalcev, vodnih hroščev in kačjih pastirjev) v sicer suhi krajini. Spomladi se v kalih razmnožujejo dvoživke, najpogosteje navadna krastača, zelena rega in veliki pupek. 
V kale nikakor ne sodijo zlate ribice in akvarijske želve, pa tudi lokvanji niso zaželeni. Eden od razlogov, zakaj niso zaželene zlate ribice je, da poleg ličink komarjev jedo tudi ličinke drugih živali in dolgoročno porušijo naravno ravnovesje.